# Tryumf pana Kleksa
Tryumf pana Kleksa – książka dla dzieci napisana w roku 1965 przez Jana Brzechwę. Opowiada o przygodach Adama Niezgódki i pana Kleksa w Alamakocie.
Książka jest kontynuacją Podróży pana Kleksa.